# Martella camba
Martella camba là một loài nhện trong họ Salticidae.
Loài này thuộc chi Martella. Martella camba được María Elena Galiano miêu tả năm 1969.